# Astragalus ptychophyllus
Astragalus ptychophyllus är en ärtväxtart som beskrevs av Pierre Edmond Boissier. Astragalus ptychophyllus ingår i släktet vedlar, och familjen ärtväxter. Inga underarter finns listade i Catalogue of Life.